# Chris Sneed
Christopher Alan Sneed (ur. 22 kwietnia 1972 w Tallahassee) – amerykański koszykarz, występujący na pozycjach skrzydłowego oraz środkowego, posiadający także niemieckie obywatelstwo.
18 stycznia 1993 roku ustanowił, nadal aktualny, rekord uczelni Północnej Florydy, notując w jednym ze spotkań 20 zbiórek. Jest także rekordzistą uczelni w liczbie zbiórek (264), uzyskanych w pojedynczym sezonie (1993/94) oraz całej karierze akademickiej (889 – 1992–1996). Przez cztery lata spędzone na uczelni co rok zostawał jej liderem w liczbie zbiórek, trzykrotnie w blokach (1994–1996) oraz skuteczności rzutów z gry (1994–1996).

## Osiągnięcia
College
- Zaliczony do[1]:
  - II składu konferencji All-Sunshine State (1996)
  - składu Honorable Mention (1995)

Drużynowe
- Mistrz:
  - CBA (Australia – 1998)[2]
  - SEABL (Australia – 1997)
- Uczestnik Pucharu Koracia (1999/2000)

Indywidualne
- MVP:
  - sezonu regularnego CBA (1998)[3][4]
  - finałów CBA (1998)[2]
  - Konferencji:
    - Północnej CBA (1998)[2]
    - Wschodniej SEABL (1997)[2][5]
- 2-krotny lider PLK w zbiórkach (1999, 2003)
- Środkowy Roku ligi szwedzkiej (2000)[3][6]
- Zaliczony do składów:
  - All-CBA (1998)[4]
  - All-North Conference Team (1998)[2]
  - All-SEABL South Team (1997)[5]
- Uczestnik meczu gwiazd:
  - CBA (1998)[2]
  - PLK (1999)[7]